# Takeo Doi
Takeo Doi (土居健郎) (Tokio, 1920 - 5 juli 2009) was een Japans psychoanalist.
Doi is voornamelijk bekend geworden door zijn wetenschappelijke publicaties waarin hij verklaringen over de sociologische en psychologische samenhang van de hedendaagse Japanse samenleving geeft. Zijn bekendste boek, The Anatomy of Dependence uit 1971 heeft als centraal thema de oorzaken en de effecten van het Japanse cultureel gedrag "amae", de kinderlijke zucht naar erkenning door een autoritaire figuur. 
Doi studeerde aan de Universiteit van Tokio. Hierna werd hij er docent van 1971 tot 1980 en vervolgens aan de Internationale Christelijke Universiteit in Tokio van 1980 tot 1982.
In 1986 publiceerde Takeo Doi het boek The Anatomy of Self, waarin zijn vorige analyse van het begrip "amae" werd uitgebreid met nader onderzoek naar het verschil tussen "honne" en "tatemae" (innerlijke gevoelens en uiterlijk vertoon), "uchi" (in huis) en "soto" (buitenshuis), "omote" (frontaal) en ura (opzij). Hij stelde dat deze constructies belangrijk zijn voor het begrip van de Japanse psyche en van de Japanse samenleving.

## Werken (selectie)
- The Anatomy of Dependence, 1971.
- The Psychological World of Natsume Soseki, Harvard University Press, 1976, ISBN 978-0-674-72116-6
- The Anatomy of Self, 1986.